# 猎镰猛蚁
猎镰猛蚁（学名：Harpegnathos venator）是猛蚁亚科 镰猛蚁属之下的一个物种，分布于南亚和东南亚的印度北部和缅甸部分地区。

## 描述

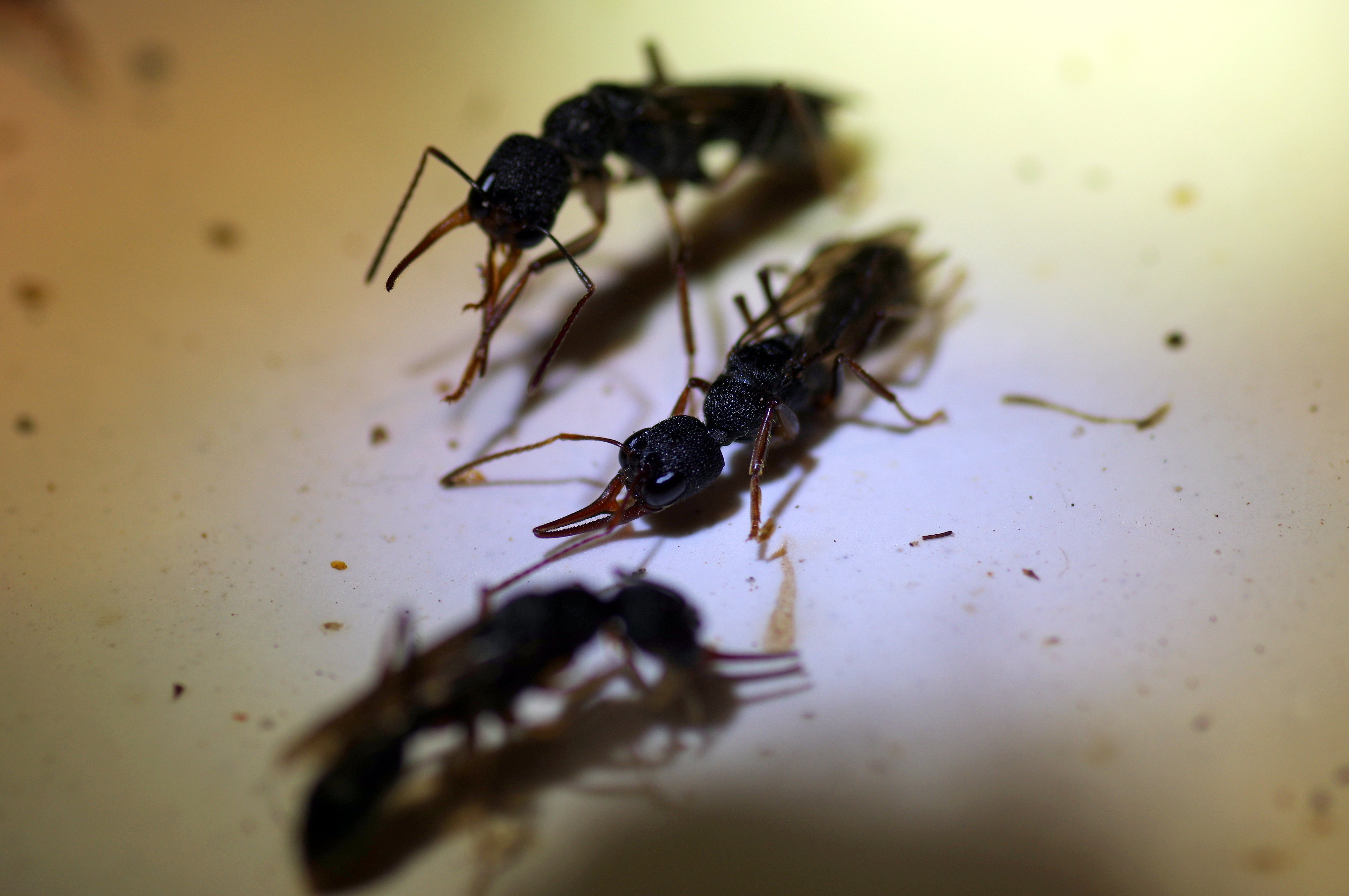
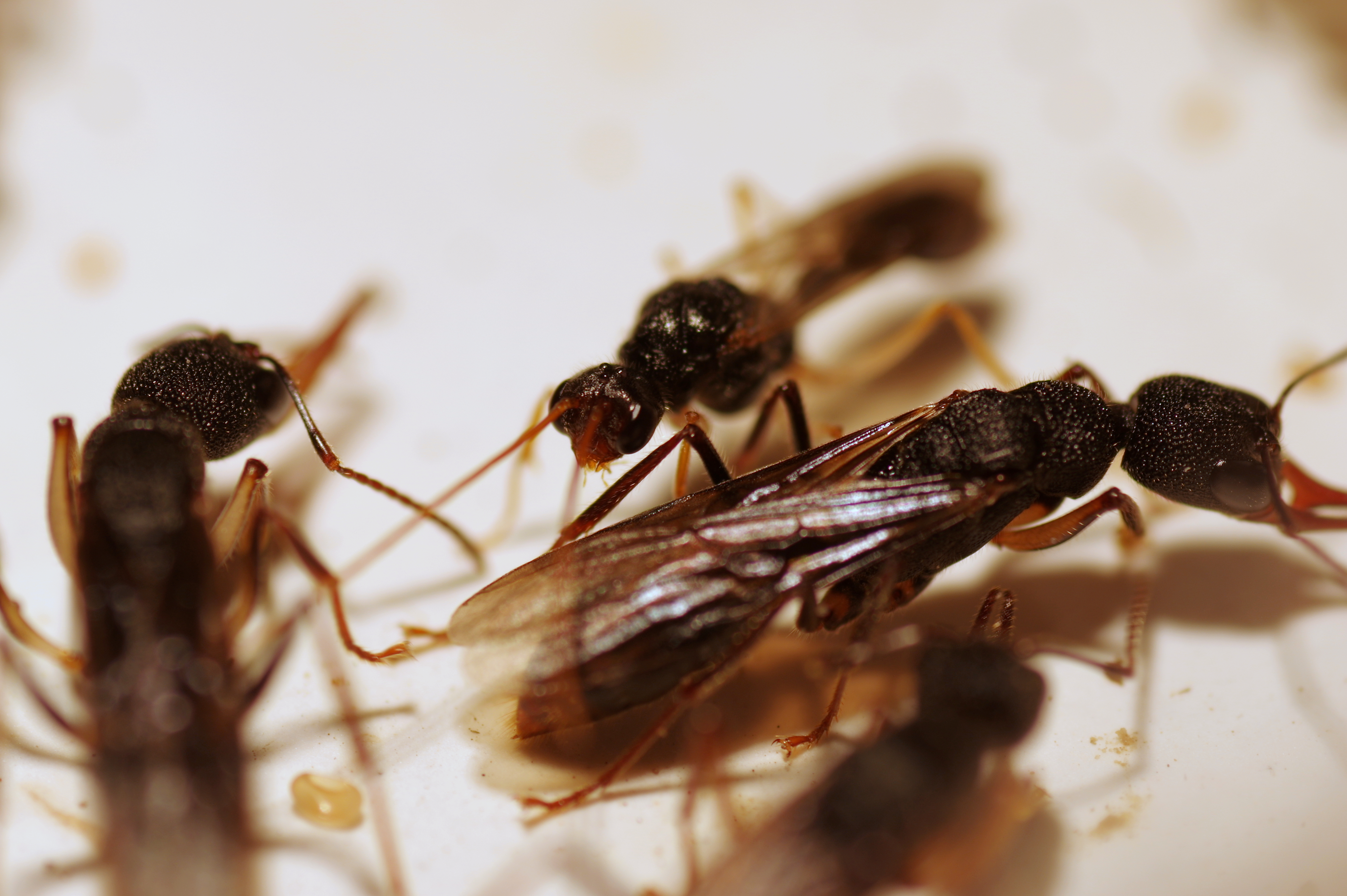

以下是根据CT Bingham的《英属印度的动物群，包括锡兰和缅甸（膜翅目，第 2 卷）》对蚂蚁进行的分类描述： 
- 工蚁：黑色；上颚、唇基、触角隆起、足部棕黄色，触角为栗色，腹端为锈色；头胸部密布着粗锯齿状斑点 ；腹部密布细网状点状，不透明，有一些大的浅孔。头部、胸部和腹部覆盖着稀疏、短而直立的浅色毛发 ；青春期虽短但相当丰富，仅在某些光线下才能看到。其余为该属的特征。
- 蚁后（拟工蚁）：与工蚁相似，但腹部有长方形的穿孔，单眼位于前部中央。胸部和腹部更大，与跳镰猛蚁（Harpegnathos saltator）类似。
- 雄蚁：上颚基部宽，向顶端渐狭、狭窄且细长，并向前。头呈矩形，稍圆，宽大于长。眼睛比蚁后的眼睛小一些。中脊与盾片之间有一短凹陷，其边缘有隆起，内侧有强烈的条纹。除胸部外，其余部位光滑而有光泽，胸部有粗皱纹、点状或条纹（在后背板上纵向）。覆盖有细小的淡黄色茸毛，腿部较密，其他部位茸毛较少。短柔毛非常稀疏。第一腹节呈梨形，外观形成至花梗的第二个节点，第二节和第三节之间有轻微的收缩。胸部及柄部棕黑色，头部及腹部基节红黄色。腹部最好呈黄色，略带红色。腿和触角）外壳非常淡。
- 多功能下颚：蚂蚁的下颚表现出空间相关的形态和双轴运动学，这使得它能够执行各种日常劳动，从狩猎和攻击到精心照顾蚂蚁卵。 [4]就空间相关的形态而言，在远端到中部，下颌骨具有双排、不平行的牙齿，负责强有力的夹紧。上颚近端有一个光滑的凹面，仅用于轻轻抓握蚂蚁卵。 [5]另一方面，下颌骨绕两个正交轴旋转，同时改变下颌距离和结构。 [6]空间相关的形态和双轴运动学赋予蚂蚁下颌骨的多功能性。

## 饲养
(※)以下内容主要面向蚂蚁饲养员
猎镰在运输到家后会有一星期左右的适应期，主要症状是不吃东西，伴有少量工蚁伤亡，在换巢后也会有两至三天的适应期，一旦适应了新的环境就无大碍了。猎镰是一种视力极好的物种，对移动物体敏感，所以巢穴最好放置在人员不经常走动的地方，遮黑可有可无。
喂食区要尽量大些，这有利于猎镰捕食。因为猎镰很善于长距离攻击、追击和伏击，空间太小的话会限制其横向移动能力，影响其攻击方位。这样不但容易出现多次攻击不成功的现象，还有可能导致工蚁受伤。
巢选择平面巢。巢室不要选得太小。因为猎镰没有保育蚁（专门照顾幼虫的工蚁），幼虫都是凑在一起自己进食，巢室太小会使幼虫被分散放置，引发喂食不均，提高幼虫的死亡率，还有可能发生营养不良，导致羽化后的工蚁体型偏小。要选择单个且空间大的巢室，巢室数量太多没有太大意义，因为野外的猎镰基本都只有两到三个巢室。如果选用土巢最好人为挖好一个巢室给它们，如果想让它们自己筑巢，就将土铺出一个斜面，土质松会更利于它们筑巢。

### 喂食方面
猎镰只吃活食不吃死食，尤其喜欢吃蟋蟀和蠷螋，但这两种食物容易产生螨虫，因此樱桃蟑螂和杜比亚蟑螂是更好的选择。如一定要喂食野味的话，尽量选那些常期接触阳光的虫子，居住在地底下的虫子是最容易生螨虫的。
猎镰很讨厌吃面包虫。如果有更多活食选择的话，最好别喂面包虫。